# ميسيلا (نيومكسيكو)
ميسيلا (بالإنجليزية: Mesilla, New Mexico)‏ هي بلدة أمريكية تقع في الولايات المتحدة في مقاطعة دونا أنا. يقدر عدد سكانها بـ 2,180 نسمة ومساحتها 13.9 كم2 وترتفع عن سطح البحر 1,183 متر.

## التركيبة السكانية
حدّد مكتب تعداد الولايات المتحدة بيانات التركيبة السكانية لميسيلا في تعداد الولايات المتحدة. في ما يلي، التركيبة السكانية حسب تعدادي 2000 و2010.

### تعداد عام 2000
بلغ عدد سكان ميسيلا 2,180 نسمة بحسب تعداد عام 2000، وبلغ عدد الأسر 892 أسرة وعدد العائلات 596 عائلة مقيمة في البلدة. في حين سجلت الكثافة السكانية 148.2 نسمة لكل كيلومتر مربع (383.8/ميل2). وبلغ عدد الوحدات السكنية 981 وحدة بمتوسط كثافة قدره 66.7 لكل كيلومتر مربع (172.8/ميل2).
وتوزع التركيب العرقي للبلدة بنسبة 73.99% من البيض و0.23% من الأمريكيين الأفارقة و1.01% من الأمريكيين الأصليين و0.23% من الأمريكيين ذوي الأصول الآسيوية و0.05% من سكان جزر المحيط الهادئ و20.69% من الأعراق الأخرى و3.81% من عرقين مختلطين أو أكثر و52.20% من الهسبانيون أو اللاتينيون من أي عرق.
بلغ عدد الأسر 892 أسرة كانت نسبة 29.5% منها لديها أطفال تحت سن الثامنة عشر تعيش معهم، وبلغت نسبة الأزواج القاطنين مع بعضهم البعض 53.5% من أصل المجموع الكلي للأسر، ونسبة 9.3% من الأسر كان لديها معيلات من الإناث دون وجود شريك،  بينما كانت نسبة 4% من الأسر لديها معيلون من الذكور دون وجود شريكة وكانت نسبة 33.2% من غير العائلات. تألفت نسبة 27.8% من أصل جميع الأسر من عدة أفراد يعيشون في نفس المنزل ونسبة 8.9% كانت تتألف من شخص يعيش بمفرده يبلغ من العمر 65 عاماً أو أكثر. وبلغ متوسط حجم الأسرة المعيشية 2.44، أما متوسط حجم العائلات فبلغ 2.99.
بلغ العمر الوسطي للسكان 42.9 عاماً. وكانت نسبة 22.2% من القاطنين تحت سن الثامنة عشر، وكانت نسبة 7.9% بين الثامنة عشر والرابعة والعشرين عاماً، ونسبة 23.4% كانت واقعةً في الفئة العمرية ما بين الخامسة والعشرين والرابعة والأربعين عاماً، ونسبة 29.4% كانت ما بين الخامسة والأربعين والرابعة والستين، ونسبة 17.2% كانت ضمن فئة الخامسة والستين عاماً فما فوق. يوجد لكل 100 أنثى 90.9 ذكر، ويوجد لكل 100 أنثى في الثامنة عشر من عمرها فما فوق 90.7 ذكر.
بلغ متوسط دخل الأسرة في البلدة 42,275 دولارًا، أما متوسط دخل العائلة فبلغ 51,181 دولارًا. وكان متوسط دخل الذكور 30,500 دولارًا مقابل 25,000 دولارًا للإناث. وسجل دخل الفرد الخاص بالبلدة 25,922 دولارًا. وكانت نسبة 6.3% من العائلات ونسبة 9.4% من السكان تحت خط الفقر، وكان من هؤلاء نسبة 8.1% تحت سن الثامنة عشر ونسبة 5.8% في الخامسة والستين من العمر وما فوق.

### تعداد عام 2010
بلغ عدد سكان ميسيلا 2,196 نسمة بحسب تعداد عام 2010، وبلغ عدد الأسر 980 أسرة وعدد العائلات 599 عائلة مقيمة في البلدة. في حين سجلت الكثافة السكانية 149.3 نسمة لكل كيلومتر مربع (386.7/ميل2). وبلغ عدد الوحدات السكنية 1,076 وحدة بمتوسط كثافة قدره 73.1 لكل كيلومتر مربع (189.3/ميل2).
وتوزع التركيب العرقي للبلدة بنسبة 91.67% من البيض و0.59% من الأمريكيين الأفارقة و1.59% من الأمريكيين الأصليين و0.64% من الأمريكيين ذوي الأصول الآسيوية و0.05% من سكان جزر المحيط الهادئ و2.78% من الأعراق الأخرى و2.69% من عرقين مختلطين أو أكثر و48.18% من الهسبانيون أو اللاتينيون من أي عرق.
بلغ عدد الأسر 980 أسرة كانت نسبة 20.8% منها لديها أطفال تحت سن الثامنة عشر تعيش معهم، وبلغت نسبة الأزواج القاطنين مع بعضهم البعض 48.3% من أصل المجموع الكلي للأسر، ونسبة 8.6% من الأسر كان لديها معيلات من الإناث دون وجود شريك،  بينما كانت نسبة 4.3% من الأسر لديها معيلون من الذكور دون وجود شريكة وكانت نسبة 38.9% من غير العائلات. تألفت نسبة 31.9% من أصل جميع الأسر من عدة أفراد يعيشون في نفس المنزل ونسبة 12% كانت تتألف من شخص يعيش بمفرده يبلغ من العمر 65 عاماً أو أكثر. وبلغ متوسط حجم الأسرة المعيشية 2.24، أما متوسط حجم العائلات فبلغ 2.82.
بلغ العمر الوسطي للسكان 49.8 عاماً. وكانت نسبة 16.2% من القاطنين تحت سن الثامنة عشر، وكانت نسبة 8% بين الثامنة عشر والرابعة والعشرين عاماً، ونسبة 19.5% كانت واقعةً في الفئة العمرية ما بين الخامسة والعشرين والرابعة والأربعين عاماً، ونسبة 32.4% كانت ما بين الخامسة والأربعين والرابعة والستين، ونسبة 23.9% كانت ضمن فئة الخامسة والستين عاماً فما فوق. وتوزع التركيب الجنسي للسكان بنسبة 48.7% ذكور و51.3% إناث.

## أعلام
- جيري هاينز